# إميل كرافث
إميل كرافث (بالسويدية: Emil Krafth)‏ (2 أغسطس 1994 السويد - ) هو لاعب كرة قدم سويدي، يلعب كمدافع، شارك في كأس العالم 2018.

## وصلات خارجية
إميل كرافث على موقع الاتحاد الدولي (مؤرشف)  (الإنجليزية)
- إميل كرافث على موقع الاتحاد الأوربي (الإنجليزية)
- إميل كرافث على موقع اتحاد السويد (السويدية)
- إميل كرافث على موقع إي إس بي إن إف سي (الإنجليزية)
- إميل كرافث على موقع قاعدة بيانات كرة القدم.إي يو (الإنجليزية)
- إميل كرافث على موقع ليكيب (الفرنسية)
- إميل كرافث على موقع ناشيونال فوتبول تيمز (الإنجليزية)
- إميل كرافث على موقع Soccerbase.com (لاعب) (الإنجليزية)
- إميل كرافث على موقع Soccerway.com (الإنجليزية)
- إميل كرافث على موقع عالم كرة القدم.نت (الإنجليزية)